# Synpelurga corralensis
Synpelurga corralensis är en fjärilsart som beskrevs av Butler 1882. Synpelurga corralensis ingår i släktet Synpelurga och familjen mätare. Inga underarter finns listade i Catalogue of Life.